# South Elmsall
South Elmsall è una cittadina di 18.425 abitanti della contea del West Yorkshire, in Inghilterra.